# Mezhgornoe
Mezhgornoe är en sjö i Antarktis. Den ligger i Östantarktis. Australien gör anspråk på området. Mezhgornoe ligger 1 188 meter över havet.  Den sträcker sig 2,1 kilometer i nord-sydlig riktning, och 0,3 kilometer i öst-västlig riktning.
I övrigt finns följande vid Mezhgornoe:
- Snezhnaja (en dal)